# Balasinor
Balasinor är en stad i distriktet Kheda i delstaten Gujarat i Indien. Folkmängden uppgick till 39 330 invånare vid folkräkningen 2011. Staden med omgivningar utgjorde tidigare en vasallstat i brittisk-indiska agentskapet Rewa Kantha, presidentskapet Bombay.